# Championnats d'Afrique de VTT 2022
Navigation
Édition précédente Édition suivante
Les Championnats d'Afrique de VTT 2022 ont lieu les 22 et 23 avril 2022, à Windhoek en Namibie.

## Résultats

### Cross-country
| Épreuves               | Or               | Argent         | Bronze                       |
| ---------------------- | ---------------- | -------------- | ---------------------------- |
| Hommes élites          | Alex Miller      | Philip Buys    | Luke Moir                    |
| Hommes moins de 23 ans | Johan van Zyl    | Bergran Jensen | Michael Foster               |
| Hommes juniors         | Ernest Roets     | Daniel Hahn    | Massimiliano Ambrosi         |
| Femmes élites          | Mariske Strauss  | Candice Lill   | Kimberley Le Court de Billot |
| Femmes moins de 23 ans | Andrea Schöfmann | Rimari Sutton  | Monique du Plessis           |
| Femmes juniors         | Tyler Jacobs     | Ada Kahl       | Madison Mann                 |